# Tang Wuzong
Tang Wuzong (chinois : 唐武宗 ; pinyin : táng wǔzōng, 814 – 846) est un empereur chinois taoïste de la dynastie Tang. Son nom de naissance est Li Chan (李瀍, lǐ chán). Il a régné de 840 à 846. Son règne est notamment célèbre pour ses persécutions religieuses.
Il écrit, en 845, un édit contre les manichéens, les bouddhistes et les nestoriens. Plus de 4 600 monastères et 40 000 temples et autels sont détruits, plus de 260 000 moines et moniales bouddhistes sont contraints de retourner à la vie séculière. Arrêt de l’expansion du bouddhisme en Chine. Prééminence du confucianisme et du taoïsme.
Il meurt empoisonné par un élixir de longévité que lui donne un moine taoïste. Peu après sa mort, son successeur, Tang Xuanzong proclame une amnistie générale, ce qui provoque la fin de la persécution.